# 长沙医学院
长沙医学院，简称“长医”，是湖南省的一所医学类高等院校，也是中国第一所民办医学本科院校。

## 历史
长沙医学院前身是何彬生于1989年在湖南衡阳创办的湘南中等卫生职业技术学校，1996年更名为湘南卫生中等专业学校，1999年升格为湘南医学高等专科学校，2001年校本部迁至长沙市。2005年3月，更名为长沙医学院，升格为普通高等学校。

## 学校结构
长沙医学院拥有十五个院系，另有一所附属医院。
- 第一临床学院、护理学院、医学影像学院、中医学院、体育教研部、思想政治教研部、国际教育学院
- 基础医学系、医学检验系、药学系、公共卫生系、口腔医学系、外语系、管理系、计算机系、中文系

## 校园文化
- 办学理念：质量立校、突出特色、开拓创新、追求卓越
- 教育理念：医学与人文相通，博学与专精兼职，理论与实践并重
- 教育思想：以人为本、学会做人、学会做事；立德、立功、立言和立身

## 著名教师
- 吴阶平（原全国人大常务委员会副委员长、两院院士）